# Jean-Pierre Parenteau
Jean-Pierre Parenteau (* 5. August 1944 in Angoulême; † 27. Oktober 2024) war ein französischer Radrennfahrer. 

## Sportliche Laufbahn
Parenteau war als Straßenradsportler aktiv und begann im Verein „AC Nersac“ mit dem Radsport. Später startete er für die Vereine „UCAP Angoulême“, „St. Roch Sport“, „Lunéville“ und V.C. „Von Chasseneuil/Bonnieure“. Als Amateur gewann er 1968 das Etappenrennen Tour des Combrailles, die Quatre Jours de Vic-Fezensac und zwei Etappen der Tour du Limousin. In der Tour du Limousin wurde er hinter Pierre Martelozzo Zweiter. In der Tour de l’Avenir kam er beim Sieg von Jean-Pierre Boulard auf den dritten Rang. Er wurde als bester französischer Amateur der Saison mit der Mérite Veldor geehrt. Parenteau startete bei den Olympischen Sommerspielen 1968 in Mexiko-Stadt. Im olympischen Straßenrennen schied er aus. 1968 wurde er mit der „Mérite Veldor“ geehrt, einer Auszeichnung für den besten französischen Amateur des Jahres.
1969 gewann er die Route de France, die Tour du Sud-Ouest, den Boucles de l’Aude sowie mehrfach Etappen von Rundfahrten (darunter in der Tour du Limousin). Zweiter wurde er in der Tour des Alpes de Haute-Provence, in der Tour des Combraille und in der Tour du Roussillon. Die Tour du Limousin beendete er als Dritter.
Im September 1969 wurde er Berufsfahrer im Radsportteam Peugeot-BP-Michelin. Er blieb bis 1976 als Radprofi aktiv. Danach fuhr er wieder als Amateur. 1973 holte er den Gesamtsieg in der Tour de l’Aude mit einem Tageserfolg und gewann eine Etappe in der Katalonischen Woche.
Die Tour de France fuhr er dreimal. 1970 wurde er 58., 1972 38. der Gesamtwertung. 1973 schied er aus. In der Vuelta a España wurde er 1971 51., 1973 39. 1970 war er ausgeschieden.